# Kim Akker
Kim Anna Akker (Den Helder, 3 december 1996 - Playa del Carmen, 7 juli 2019) was een Nederlandse judoka.

## Biografie
Akker werd tijdens haar actieve carrière drievoudig Nederlands kampioene lichtgewicht (2015, 2016 en 2017) bij de senioren. Ook behaalde ze de overwinning op European Open in Glasgow in 2016. Akker maakte deel uit van de nationale selectie. Nadat ze voor een derde keer haar kruisbanden scheurde, moest de judoka in 2017 stoppen met haar profcarrière.
Akker studeerde commerciële economie en vertrok naar Mexico om er te werken. Daar overleed ze in 2019 op 22-jarige leeftijd aan de gevolgen van een gasexplosie in haar woning.

## Media
- Het Nederlandse televisieprogramma Break Free maakte in het vijfde seizoen (2022) een reportage over Kim Akker.